# Volker Beck (lekkoatleta)
Volker Beck (ur. 30 czerwca 1956 w Nordhausen) – niemiecki lekkoatleta, specjalista biegu na 400 metrów przez płotki.
Startował w barwach NRD. Zdobył złoty medal w biegu na 400 metrów przez płotki na igrzyskach olimpijskich w Moskwie (1980) z wynikiem 48,70 s, wygrywając z drugim Wasylem Archypenko o 0,16 sekundy. Najszybszy w tym czasie płotkarz Amerykanin Edwin Moses nie startował na igrzyskach z powodu bojkotu.
Beck zdobył też srebrny medal na tych samych igrzyskach w sztafecie 4 × 400 metrów.
Był też zwycięzcą Pucharu Europy w 1977 (wynik 49,90 s), a także mistrzem Europy juniorów w sztafecie 4 × 400 metrów i wicemistrzem na 400 m przez płotki z Aten 1975.
Po zakończeniu kariery został trenerem.